# Edmund Adamkiewicz
Edmund Adamkiewicz (* 21. April 1920 auf der Elbinsel Wilhelmsburg; † 4. April 1991), „Eddi“ oder „Adam“ gerufen, war ein deutscher Fußballspieler, der im Jahr 1942 zwei Länderspiele für die A-Nationalmannschaft bestritten hatte. Der Spieler absolvierte von 1946 bis 1955 in den Oberligen Süd und Nord für die Vereine Eintracht Frankfurt, Hamburger SV, VfB Mühlburg und Harburger TB insgesamt 221 Ligaspiele, in denen er 93 Tore erzielte. In der Endrunde 1941 kam er zum ersten Einsatz in den Spielen um Deutsche Meisterschaft und absolvierte bis 1951 für den Hamburger SV 16 Spiele und erzielte sieben Tore.

## Karriere

### Vereine
Mit 12 Jahren trat Edmund Adamkiewicz in die Jugendabteilung des FC Viktoria Wilhelmsburg ein. Im Frühjahr 1939 schloss er sich Eintracht Frankfurt an. Er war zum Arbeitsdienst eingezogen und spielte dann erst in der Runde 1939/40 ab Oktober für den Hamburger SV. In zehn Spielen steuerte er noch 16 Treffer für den HSV zum Gewinn der „Kriegs-Gaumeisterschaft“ in der Staffel A der Bereichsliga Nordmark bei. Auch 1940/41 hatte er mit 18 Spielen und 16 Toren deutlichen Anteil am erneuten Gewinn des Titels in der Gauliga Nordmark für den HSV. In den Endrundenspielen um die deutsche Fußballmeisterschaft 1941 scheiterte „Adam“ mit seinen Kameraden am FC Schalke 04 nach Siegen über Jena und Königsberg. Während des Kriegs spielte der Mann aus Wilhelmsburg zeitweise in Pommern beim HSV Groß Born, wovon er in der laufenden Runde 1944/45 zum Hamburger SV zurückkehrte. Die Information über eine Kriegsgastspielerzeit 1943/44 bei Altona 93 kann der näheren Überprüfung nicht standhalten. In Carstens Altona-Buch ist jedenfalls Adamkiewicz nicht als AFC-Spieler aufgelistet.
1946/47 wechselte er nach sieben Spielen für den HSV spontan (nach einem Streit in der Halbzeitpause eines Meisterschaftsspiels!) zurück in den Süden zu Eintracht Frankfurt, wo nunmehr Toni Turek, der Weltmeister von 1954, zu seiner Mannschaft zählte. Die vorgesehene Sperrfrist wurde hierbei – wie in zahlreichen ähnlichen Fällen – missachtet. Er lief für die Riederwälder in 20 Spielen auf und schoss 15 Tore. Auch dank dieser Tore erlebte die Eintracht einen Höhenflug und landete am Ende der Saison auf dem 3. Platz.
Im Sommer 1947 kehrte er wieder zum Hamburger SV zurück. In den vier Runden bis zur Saison 1950/51 war er an dem jeweiligen Gewinn des Titels in der Oberliga Nord mit 98 Spielen und 73 Toren beteiligt. In beiden Entscheidungsspielen um den Titelgewinn am 2. Mai 1948 und am 22. Mai 1949 gegen den FC St. Pauli wurde er als Torschütze für den HSV geführt. Im Endspiel um die Zonenmeisterschaft 1948 am 13. Juni beim 6:1-Erfolg wiederum gegen St. Pauli eröffnete er mit dem 1:0 in der 13. Minute den Torreigen.
An allen Endrundenspielen der Jahre 1948–1951 (zehn Spiele – sieben Tore) nahm er teil. Auswirkungen auf die Leistung in der Endrunde 1950 hatte sicherlich die Kräfte zehrende Amerikareise des HSV im Mai dieses Jahres. Am 26. Mai kam die HSV-Reisegruppe aus Amerika zurück, am 28. Mai trat man in Kiel bereits gegen die Elf vom SC Union 06 Berlin an. Dank ihres individuellen Könnens reichte es trotzdem zu einem überlegenen 7:0-Sieg. Aber sechs Tage später, am 4. Juli 1950, verlor das Team von Trainer Georg Knöpfle geschwächt durch die Nachwirkung der Reisestrapazen das Spiel in Düsseldorf gegen die Offenbacher Kickers mit 2:3 Toren. Die Mannen um Horst Buhtz drehten in der zweiten Halbzeit das Spiel nach einem 0:2-Halbzeitrückstand – Adamkiewicz hatte das 1:0 erzielt – noch siegreich für die Hessen um und zogen in das Endspiel ein.
Im Sommer 1951 folgte er seinem ehemaligen HSV-Mitspieler Heinz Trenkel zum VfB Mühlburg nach Karlsruhe in die Oberliga Süd. Nach zwei Runden in Baden, 1952/53 war die Debütrunde des Karlsruher SC, zog es den Routinier wieder in den Norden. Mit dem Harburger TB 1865 bestritt er noch zwei Spielzeiten (1953 bis 1955) in der Oberliga Nord und beendete mit 35 Jahren im Stadion Jahnhöhe seine Ligalaufbahn.
Der „Fußball-Wandervogel“ bestritt von 1946 bis 1955 221 Spiele, in denen er 93 Tore erzielte. Davor hatte er bereits erfolgreich in der Gauliga Nordmark von 1939 bis 1942 und in der Gauliga Hamburg von 1942 bis 1945 gespielt.

### Nationalmannschaft
In zwei Testspielen im Oktober 1942 hatte Adamkiewicz den Reichstrainer Sepp Herberger überzeugt, somit kam er am 1. November 1942 in Stuttgart gegen Kroatien zu seinem ersten Einsatz in der A-Nationalmannschaft. Er durfte aber nicht auf Torejagd gehen, nein, der Trainer stellte ihn neben Paul Janes in der Verteidigung auf. Am 22. November 1942 beim 5:2-Erfolg gegen die Slowakei in Bratislava (Preßburg) gelang ihm in der 62. Minute mit dem Treffer zum 4:2 – auf Rechtsaußen spielend – sein einziges Länderspieltor. Nach dem Spiel gegen die Slowakei kam der Spielbetrieb der Nationalmannschaft durch die Ereignisse des Zweiten Weltkriegs und dem anschließenden Ausschluss aus der FIFA für acht Jahre zum Erliegen. Sepp Herberger führte am 8. Februar 1943 zwar noch einen DFB-Lehrgang und ein Probespiel am 14. Februar in Frankfurt am Main durch, an dem Adamkiewicz teilnahm, aber zu weiteren Länderspielen kam es nicht mehr.
Nach dem Zweiten Weltkrieg wurde Adamkiewicz zu mehreren Lehrgängen zum Neuaufbau der Nationalmannschaft berufen. Er stand in diesem Zusammenhang auch in Repräsentativspielen für den Norden auf dem Feld wie am 17. Oktober 1948 in Nürnberg gegen Süddeutschland. Die Länderspielpause in den Jahren 1946–1950 verwehrte ihm weitere Berufungen in die Länderelf. Als das erste Länderspiel am 22. November 1950 in Stuttgart gegen die Schweiz angepfiffen wurde, war seine internationale Karriere beendet, die Zeit war dem Hamburger davongelaufen.

## Nach dem Fußball
Nach dem Ende seiner aktiven Laufbahn war Adamkiewicz als Fuhrunternehmer tätig. Dabei machte er im Frühjahr 1956 Schlagzeilen, als er beim Beladen seines Fahrzeugs von einem Fass getroffen wurde und einen Unterarmbruch und Knochensplitterungen im Oberarm erlitt.